# Punta Gorda (paroisse civile)
Ne doit pas être confondu avec Punta Gorda.
Punta Gorda est l'une des neuf paroisses civiles de la municipalité de Cabimas dans l'État de Zulia au Venezuela. Sa capitale est Punta Gorda.

## Géographie

### Situation

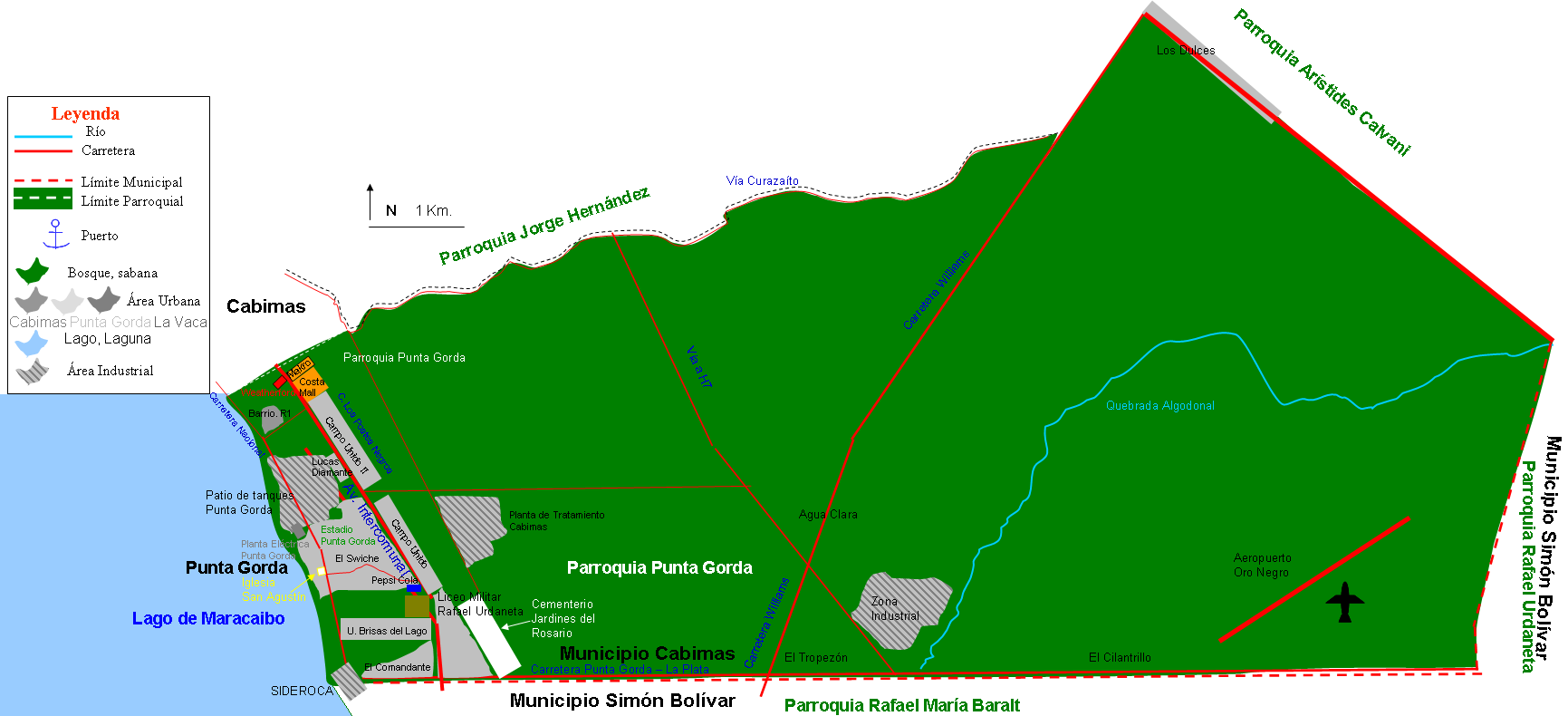
Carte de la paroisse civile.

La paroisse civile est située au bord du lac de Maracaibo qui constitue sa bordure occidentale, accueillant les principales activités humaines du territoire : le Costa Mall, le lycée militaire Rafael Urdaneta, le cimetière Jardines del Rosario, la central électrique de Punta Gorda et l'aéroport Oro Negro.